# بيل دراموند
بيل دراموند (بالإنجليزية: Bill Drummond)‏ هو ملحن ومنتج أسطوانات ووكيل مواهب وموسيقي ومدير مواهب بريطاني، ولد في 29 أبريل 1953 في Butterworth, South Africa ‏ في جنوب أفريقيا.

## وصلات خارجية
- الموقع الرسمي
- بيل دراموند على موقع IMDb (الإنجليزية)
- بيل دراموند على موقع ميوزك برينز (الإنجليزية)
- بيل دراموند على موقع أول ميوزيك (الإنجليزية)
- بيل دراموند على موقع ديسكوغز (الإنجليزية)
- بيل دراموند على موقع قاعدة بيانات الفيلم (الإنجليزية)
- بيل دراموند على موقع كينوبويسك (الروسية)